# LMBT-kronológia (19. század)
Ez az oldal a leszbikus, meleg, biszexuális és transznemű (LMBT) emberek jogainak történetében bekövetkezett fontosabb eseményeket tartalmazza.
« korábbi események

## 1810-es évek
- 1810 – I. Napóleon francia császár büntetőtörvénykönyve - az 1792-es rendelkezéshez hasonlóan - nem bünteti a homoszexualitást.[1][2]
- 1811 – Hollandia és Indonézia eltörli a homoszexualitás büntethetőségét.
- 1813 – Bajorország megszünteti a férfiak közti szexuális kapcsolat büntethetőségét.
- 1814 – A "természet elleni bűn" fogalmát először használja a büntetőtörvénykönyv az Egyesült Államokban.

## 1820-as évek
- 1820 – Spanyolországban az új büntetőtörvénykönyv megszünteti a homoszexualitás büntethetőségét.[1]
- 1828 – A szodomita-törvény (Buggery Act) hatályon kívül helyezése Angliában; ennek ellenére 1836-ban még ítélnek el férfiakat ez alapján.

## 1830-as évek
- 1830 – Brazília eltörli a homoszexualitás büntethetőségét.
- 1832 – Oroszországban büntetendővé válik a homoszexualitás. A Büntető törvénykönyv 995. cikkelye alapján a büntetés 5 év szibériai kényszermunka.[1]
- 1835 – Lengyelország - pontosabban a Kongresszusi Lengyelország - büntetendővé teszi a homoszexualitást.
- 1836 – Az utolsó szodómia miatt hozott halálos ítélet végrehajtása Nagy-Britanniában. James Pratt és John Smith felakasztása Newgate börtönében.[3]
- 1836 – Heinrich Hoessli svájci divatáru kereskedő Svájcban először adja ki az Eros: a görög férfiszerelem ("Eros: Die Männerliebe der Griechen") című történelmi művét, amely az első könyv, amely a társadalmi toleranciára hívja fel a figyelmet.

## 1840-es évek
- 1840 – Hannover megszünteti a férfiak közti szexuális kapcsolat büntethetőségét.[4]
- 1845 július 20 – Párizsban, a Tuillériák kertjében, egy népszerű meleg ismerkedő helyen a rendőrség letartóztat 50 férfit, akit korábban egy tömeg meg is támadott.[4]

## 1850-es évek
- 1852 – Poroszországban a kormány elfogadja a 175. paragrafus előfutárát jelentő, a férfiak egymás közötti kapcsolatát büntetendő jogszabályt.
- 1852 – Portugália eltörli a homoszexualitás büntethetőségét.
- 1852 – Ausztria büntetendővé teszi a nők közötti szexuális kapcsolatot, miközben a férfiak közötti szexuális kapcsolat büntetését csökkentik.
- 1858 – Az Oszmán Birodalom eltörli a homoszexualitás büntethetőségét.[5]
- 1858 – Kelet-Timor eltörli a homoszexualitás büntethetőségét.

## 1860-as évek
- 1861 – Angliában halálbüntetésről 10 év börtönbüntetésre változtatják a szodómiáért járó büntetést.
- 1862
  - Karl Heinrich Ulrichs - Platón: Lakoma című műve alapján - megalkotja az „urning” kifejezést. Az ún. „harmadik nem” képviselőit értette e kifejezés alatt, akik női lélekkel megáldott férfi testben élnek (vagy fordítva).
  - A brit fennhatóság alatt lévő Indiában hatályba léptetik a homoszexualitást büntető törvényt. (Tíz évig terjedő szabadságvesztéssel büntetik az azonos neműek szexuális kapcsolatát, még olyan esetben is, ha az nem nyilvános helyen, kölcsönös beleegyezéssel, felnőttek között jött létre. A büntető törvényt csak 2018-ban törli el az indiai legfelsőbb bíróság.)[6]
- 1864 – Karl Heinrich Ulrichs megírja első társadalmi és törvénykezési tanulmányait az uránista szerelemről, arról, hogy a homoszexualitás veleszületett biológiai adottság, ezért tehát nem büntethető. Azt akarja elérni, hogy a Német Birodalom megalapításakor ne terjesszék ki egész Németországra a porosz büntetőtörvénykönyvnek a férfiak közötti „természet elleni fajtalanságáról” szóló 1852-es törvénycikkelyét.
- 1866 – San Marino eltörli a homoszexualitás büntethetőségét.
- 1867 – Augusztus 29-én felszólal a német jogászok müncheni kongresszusán Karl Heinrich Ulrichs, annak érdekében, hogy helyezzék hatályon kívül a melegellenes törvényeket.
- 1869 – A magyar származású Karl-Maria Kertbeny (1824–1882) egy német nyelvű írásában először jelenik meg a „homoszexualitás” szó.[7]

## 1870-es évek
- 1870 – Amerikában megjelenik az első, nyíltan meleg témájú regény, Bayard Taylor: Joseph and His Friend. A Story of Pennsylvania című alkotása.[8][9]
- 1871 – Németország büntetendővé teszi a homoszexualitást (175. paragrafus). A férfiak közötti szexuális kapcsolat ezzel 3-10 évig terjedő börtönnel lett sújtható. A törvénycikk egészen 1969-ig érvényben maradt.
- 1871 – Londonban perbe fognak két ismert cross-dressert, Fannyt és Stellát (Thomas Ernest Boulton és Frederick William Park), "összeesküvés és természetellenes bűncselekmény elkövetésére buzdítás" vádjával, de bizonyítottság hiányában felmentik őket.[10]
- 1871 – Guatemala eltörli a homoszexualitás büntethetőségét.
- 1871 – Mexikó eltörli a homoszexualitás büntethetőségét.

## 1880-as évek
- 1880 – Japán eltörli a homoszexualitás büntethetőségét.
- 1886 – Az Egyesült Királyságban az 1885-ös büntetőtörvénykönyv módosítása után a férfiak közti szexuális kapcsolatok büntetendőek, a nők köztiek azonban nem.
- 1886 – Argentína eltörli a homoszexualitás büntethetőségét.
- 1886 – Portugália újra büntetendővé teszi a homoszexualitást.
- 1886 – A portugál uralom alatt lévő Angolában életbe lépő büntetőtörvénykönyv hat hónaptól három évig terjedő kényszermunkával bünteti azokat, akik „természetellenes cselekményeket” gyakorolnak. (A kitételt azt követően sem változtatták meg, hogy az afrikai ország 1975-ben elnyerte függetlenségét.)[11]
- 1889 – Olaszországban megszűnik a homoszexualitás büntethetősége.
- 1889 – A Cleveland Street-botrány Angliában. A londoni Cleveland Street 19. szám alatti meleg bordélyház lelepleződése, mely ismert arisztokrata férfiakat is érintett. Lord Arthur Somerset kénytelen volt Franciaországba menekülni, de gyanúba keverték a walesi herceg fiát, Albert Viktort is.

## 1890-es évek
- 1892 – A biszexuális szó mai értelmében először jelenik meg Kraft-Ebing Psychopathia Sexualis c. művének Charles Gilbert Chaddock-féle angol fordításában.
- 1893 – John Addington Symonds megjelenteti A homoszexualitás jelensége Görögországban című tanulmányát.
- 1895 – Oscar Wilde-ot az 1885-ös büntetőtörvénykönyv módosítása alapján perbe fogják, és két év börtönbüntetésre ítélik.
- 1896 – Megjelenik a világ első meleg folyóirata, az Eigene Németországban. Alapító-főszerkesztője: Adolf Brand. Az újságot a nácik szüntetik be 1933-ban.
- 1897 – Magnus Hirschfeld május 14-én a 175. paragrafus eltörlése érdekében megalapítja a Tudományos Humanitárius Bizottságot.
- 1897 – George Cecil Ives angol író-költő megszervezi az első titkos melegjogi csoportot Angliában, Order of Chaeronea néven. A khairóneiai csatáról elnevezett csoport a homoszexualitás erkölcsi, etikai, kulturális és spirituális szellemiségét ápolta.

» későbbi események

## Fordítás
- Ez a szócikk részben vagy egészben  a   Timeline of LGBT history című angol Wikipédia-szócikk ezen változatának fordításán alapul.  Az eredeti cikk szerkesztőit annak laptörténete sorolja fel. Ez a jelzés csupán a megfogalmazás eredetét és a szerzői jogokat jelzi, nem szolgál a cikkben szereplő információk forrásmegjelöléseként.